# Sylwia Grzeszczak
Sylwia Karolina Grzeszczak (Poznań, 7 aprile 1989) è una cantautrice polacca.

## Discografia

### Album
- 2008 – Ona i On (con Liber), CD, My Music/Universal Music Poland B001N6FPDM, Polonia
- 2011 – Sen o przyszłości, CD, EMI Music Poland 5099973051428
- 2013 – Komponując siebie, CD, EMI 5099961515727
- 2016 – Tamta dziewczyna, CD, Warner Music 0190295881139